# Victoria International
Die Victoria International (auch Victoria Open genannt, in den letzten Jahren insbesondere bei Auflagen, die nicht zum offiziellen Terminkalender der BWF gehörten) sind offene australische internationale Meisterschaften im Badminton. Badminton hat in Victoria eine besonders lange Tradition. Schon Jahre vor den nationalen australischen Titelkämpfen fanden 1924 in Victoria erste regionale Titelkämpfe statt. 1925 folgte Tasmanien mit ersten regionalen Titelkämpfen. 2009 gehörten die Victoria International zur Future Series der Badminton World Federation, wodurch bei diesem Turnier auch Punkte für die Weltrangliste und Preisgeld erspielt werden konnten. 2010 und 2011 verlor es den Future-Series-Status an die Altona International. 2012 befand es sich im internationalen Terminkalender wieder als Future-Series-Turnier. 2014 und 2015 wurde es als Maribyrnong International ausgetragen, wobei im letztgenannten Jahr parallel dazu auch die Victoria Open stattfanden.

## Die Sieger
| Jahr      | Herreneinzel           | Dameneinzel           | Herrendoppel                               | Damendoppel                                  | Mixed                                         |
| --------- | ---------------------- | --------------------- | ------------------------------------------ | -------------------------------------------- | --------------------------------------------- |
| 1924      | H. B. Wray             | O. Martini            | J. Ferguson G. Ferguson                    | M. Hunter C. Blake                           | G. Cross D. Bell                              |
| 1925      | H. B. Wray             | M. Hunter             | G. Cross G. Ferguson                       | C. Waugh G. Discombe                         | H. B. Wray I. Martini                         |
| 1926      | H. B. Wray             | O. Martini            | H. B. Wray N. Badenach                     | O. Martini Z. King                           | G. Cross D. Bell                              |
| 1927      | H. B. Wray             | O. Martini            | H. B. Wray N. Badenach                     | O. Martini Z. King                           | W. A. Lennard O. Martini                      |
| 1928      | H. B. Wray             | Mavis Horsburgh       | H. B. Wray N. Badenach                     | O. Martini Z. King                           | N. Badenach Z. King                           |
| 1929      | T. Curtis              | J. Broomy             | T. Curtis Keith Johnstone                  | M. Harrison E. Cox                           | J. Curtis M. Harrison                         |
| 1930      | H. B. Way              | Mavis Horsburgh       | H. B. Wray N. Badenach                     | O. Martini J. McIver                         | N. Badenach O. Martini                        |
| 1931      | H. B. Wray             | O. Martini            | H. B. Wray N. Badenach                     | Mavis Horsburgh A. R. Horsborough            | N. Badenach O. Martini                        |
| 1932      | Keith Johnstone        | Mavis Horsburgh       | H. B. Wray N. Badenach                     | M. Coyne V. Daymond                          | Keith Johnstone M. Coyne                      |
| 1933      | W. Walker              | Mavis Horsburgh       | A. Mason Bert Tonkin                       | N. Badenach G. Marriot                       | A. Mason E. McGray                            |
| 1934      | H. B. Wray             | Mavis Horsburgh       | A. Mason Bert Tonkin                       | Ivy Hewett B. Davies                         | W. Walker Ivy Hewett                          |
| 1935      | Cecil Craske           | Mavis Horsburgh       | E. Smith H. Tattersall                     | E. Crowe J. Badenach                         | Cecil Craske Beryl Cuthbertson                |
| 1936      | C. Fildes              | Mavis Horsburgh       | A. Mason J. R. Lovett                      | Mavis Horsburgh C. Howarth                   | A. Mason E. Mason                             |
| 1937      | Bob Harper             | Eva Robert            | A. Mason Bert Tonkin                       | Ivy Hewett Eva Robert                        | N. Badenach Eva Robert                        |
| 1938      | Allan McCabe           | Eva Robert            | Bob Harper Jack Prior                      | Mavis Horsburgh Beryl Cuthbertson            | Cecil Craske Beryl Cuthbertson                |
| 1939      | Allan McCabe           | H. B. Wray            | Tim Thompson Jack Wade                     | Ivy Hewett Eva Robert                        | Bert Tonkin Eva Robert                        |
| 1940      | Allan McCabe           | Eva Robert            | Bob Harper Jack Prior                      | Ivy Hewett Eva Robert                        | Bert Tonkin Eva Robert                        |
| 1941 1945 | nicht ausgetragen      | nicht ausgetragen     | nicht ausgetragen                          | nicht ausgetragen                            | nicht ausgetragen                             |
| 1946      | Dick Russell           | Eva Robert            | Allan McCabe Arthur McCabe                 | Ivy Hewett Eva Robert                        | Bert Tonkin Eva Robert                        |
| 1947      | Dick Russell           | Eva Robert            | Allan McCabe Arthur McCabe                 | B. Heaton Jean Pullen                        | Bert Tonkin Eva Robert                        |
| 1948      | Allan McCabe           | Eva Robert            | Allan McCabe Arthur McCabe                 | Ethel Peacock Jean Pullen                    | Allan McCabe Jean Pullen                      |
| 1949      | Dick Russell           | Eva Robert            | Allan McCabe Arthur McCabe                 | N. Benn Eva Robert                           | Dick Russell Ethel Peacock                    |
| 1950      | Dick Russell           | Ethel Peacock         | Dick Russell Cliff Cutt                    | Ethel Peacock N. Spriggs                     | Dick Russell Ethel Peacock                    |
| 1951      | Allan McCabe           | Ethel Peacock         | Allan McCabe Arthur McCabe                 | N. Benn Eva Robert                           | Dick Russell Ethel Peacock                    |
| 1952      | Stan Russell           | Eva Robert            | Allan McCabe Arthur McCabe                 | N. Benn Eva Robert                           | Dick Russell Ethel Peacock                    |
| 1953      | Stan Russell           | Ethel Peacock         | Dick Russell Stan Russell                  | Ethel Peacock Peggy Grant                    | Allan McCabe Peggy Grant                      |
| 1954      | Stan Russell           | Amy Pincott           | Allan McCabe Arthur McCabe                 | Margaret Foord Peggy Grant                   | Stan Russell Margaret Foord                   |
| 1955      | Stan Russell           | Margaret Foord        | Ian W. Hutchinson Cliff Cutt               | Margaret Foord Peggy Addison                 | Stan Russell Margaret Foord                   |
| 1956      | Ong Eng Hong           | Amy Pincott           | Ong Eng Hong Ong Soo Kit                   | G. Campbell K. O’Brien                       | Cliff Cutt Amy Pincott                        |
| 1957      | Ong Eng Hong           | Amy Pincott           | Ian W. Hutchinson Cliff Cutt               | B. Dusting Peggy Addison                     | Cliff Cutt Amy Pincott                        |
| 1958      | Don Murray             | Margaret Russell      | Don Murray Stan Russell                    | Margaret Russell Peggy Addison               | Stan Russell Margaret Russell                 |
| 1959      | Don Murray             | Margaret Russell      | Don Murray Stan Russell                    | Margaret Russell Peggy Addison               | Stan Russell Margaret Russell                 |
| 1960      | Ong Eng Hong           | K. Hindson            | Ong Eng Hong Ong Eng Pin                   | B. Dusting Peggy Addison                     | Stan Russell Margaret Russell                 |
| 1961      | Ong Eng Hong           | Margaret Russell      | Ong Eng Hong Ong Eng Pin                   | Margaret Russell Peggy Addison               | Stan Russell Margaret Russell                 |
| 1962      | Stan Russell           | F. Donohue            | Ong Eng Hong Ong Eng Pin                   | F. Donohue Enid Scott                        | Khoo Eng Hoi Robyn Hydon                      |
| 1963      | Ong Eng Ping           | L. Bates              | C. T. Chionh Ong Eng Ping                  | Lee McLean Margaret White                    | Ron Young H. Northeast-Young                  |
| 1964      | Ron Young              | Lee McLean            | Ong Chon Sin Ong Eng Ping                  | Lee McLean Margaret White                    | Graeme Nelson Lee McLean                      |
| 1965      | Ong Eng Ping           | H. Dorran             | J. Chan Ong Eng Ping                       | Lee McLean H. Dorron                         | Ong Chiong Sing Robyn Hydon                   |
| 1966      | Andrew Ong             | Judy Richards         | Andrew Ong Graeme Nelson                   | Lee McLean H. Dorron                         | John G. Langley Judy Richards                 |
| 1967      | Ron Young              | Judy Nyirati          | Donald Cory Ricky Irwin                    | Judy Nyirati R. Czernicka                    | Ron Young H. Northeast-Young                  |
| 1968      | Andrew Ong             | Judy Nyirati          | Donald Cory Ricky Irwin                    | Judy Nyirati R. Czernicka                    | Cuthbert Berenger June Bevan                  |
| 1969      | David Hoppen           | Kay Nesbit            | David Hoppen Ron Young                     | Judy Nyirati H. Dean                         | David Hoppen Cheryl Mullett                   |
| 1970      | Ross Livingston        | Judy Nyirati          | Ross Livingston Christopher Hardwick       | Judy Nyirati Kay Nesbit                      | Ross Livingston Judy Nyirati                  |
| 1971      | Ross Livingston        | Judy Nyirati          | Paul Tyrrell Ricky Irwin                   | Judy Nyirati Joan Jones                      | David Hoppen Joan Harwood                     |
| 1972      | Paul Tyrrell           | Judy Nyirati          | David Hoppen M. Lockwood                   | Judy Nyirati Joan Jones                      | Colin Cutt Judy Nyirati                       |
| 1973      | David Hoppen           | Judy Nyirati          | Paul Tyrrell John Clancy                   | G. Cutt Joan Jones                           | David Hoppen Judy Nyirati                     |
| 1974      | John Clancy            | Judy Nyirati          | David Hoppen John Clancy                   | Judy Nyirati Joan Jones                      | David Hoppen Judy Nyirati                     |
| 1975      | John Clancy            | Sue Oates             | David Hoppen Colin Cutt                    | J. Daly Geraldine Brown                      | Donald Cory Geraldine Brown                   |
| 1976      | Paul Tyrrell           | Linda Cory            | John Clancy Colin Cutt                     | J. Daly Geraldine Brown                      | C. Wiseman Geraldine Brown                    |
| 1977      | Michael Scandolera     | Susan Daly            | David Hoppen Michael Scandolera            | Judy Nyirati Jan Irwin                       | Michael Scandolera Jan Irwin                  |
| 1978      | Mark Harry             | Susan Daly            | Mark Harry Cuthbert Berenger               | Susan Daly Jan Irwin                         | Peter Roberts Aileen Eyers                    |
| 1979      | Steve Wilson           | Judy Nyirati          | Mark Harry Paul Kong                       | Cheryl Brunt Pat Lim                         | Paul Kong Audrey Swaby                        |
| 1980      | Mark Harry             | Susan Daly            | Peter Roberts Michael Scandolera           | Cheryl Brunt Pat Lim                         | Paul Tyrrell Michelle Tyrrell                 |
| 1981      | Paul Kong              | Susan Daly            | Mark Harry Paul Kong                       | Audrey Swaby Robyn Hobba                     | Paul Kong Audrey Swaby                        |
| 1982      | Darren McDonald        | Julie McDonald        | Peter Roberts Bradley Watt                 | Maxine Evans Julie McDonald                  | Darren McDonald Julie McDonald                |
| 1983      | Michael Scandolera     | Maxine Evans          | Peter Roberts Michael Scandolera           | Maxine Evans Julie McDonald                  | Michael Scandolera Maxine Evans               |
| 1984      | Darren McDonald        | Julie McDonald        | Peter Roberts Michael Scandolera           | Julie McDonald Tracey Small                  | Michael Scandolera Geraldine Brown            |
| 1985      | Darren McDonald        | Rhonda Cator          | Michael Scandolera Darren McDonald         | Tracey Small Jane Hyland                     | Michael Scandolera Maxine Evans               |
| 1986      | Chris Waters           | Lisa Bryant           | Gary Silvester Craig Lucas                 | Maxine Evans Jane Hyland                     | Gary Silvester Tracey Small                   |
| 1987      | Darren McDonald        | Julie McDonald        | Chris Jogis John Britton                   | Maria Henning Diedre Medhurst                | Gary Silvester Tracey Small                   |
| 1988      | Michael Scandolera     | Rhonda Cator          | Michael Scandolera Gordon Lang             | Rhonda Cator Gillian Sanderson               | Gary Silvester Tracey Small                   |
| 1989      | Wei Yan                | Anna Lao              | Peter Roberts Gary Silvester               | Sharon Clark Anna Lao                        | Wei Yan Anna Lao                              |
| 1990      | Wei Yan                | Lou Yun               | Peter Blackburn David Blackburn            | Donna Powell Wendy Shinners                  | Gary Silvester Tracey Small                   |
| 1991      | Thomas Reidy           | Rhonda Cator          | Peter Blackburn Darren McDonald            | Luo Yun S. Gibson                            | Ong Beng Teong Wendy Shinners                 |
| 1992      | Chen Jian              | Liu Guimei            | Peter Blackburn Mark Nichols               | Lisa Bryant Amanda Hardy                     | Ong Beng Teong Wendy Shinners                 |
| 1993      | Paul Stevenson         | Lisa Bryant           | Peter Blackburn Mark Nichols               | Michelle O’Neill Amanda Hardy                | Mark Nichols Amanda Hardy                     |
| 1994      | Jefry Tjoandi          | Lisa Campbell         | Peter Blackburn Mark Nichols               | Lisa Campbell Amanda Hardy                   | Mark Nichols Amanda Hardy                     |
| 1995      | Craig Booley           | Lisa Campbell         | Peter Blackburn Paul Staight               | Rhonda Cator Amanda Hardy                    | Peter Blackburn Rhonda Cator                  |
| 1996      | Shen Yifeng            | Lisa Campbell         | Murray Hocking Mark Nichols                | Rhonda Cator Amanda Hardy                    | Murray Hocking Lisa Campbell                  |
| 1997      | Murray Hocking         | Lisa Campbell         | Murray Hocking Mark Nichols                | Michaela Smith Lisa Campbell                 | Murray Hocking Lisa Campbell                  |
| 1998      | Rio Suryana            | Michaela Smith        | David Blackburn David Bamford              | Michaela Smith Jane Crabtree                 | Peter Blackburn Rhonda Cator                  |
| 1999      | Ng Wei                 | Ling Wan Ting         | Ma Che Kong Yau Tsz Yuk                    | Chan Mei Mei Louisa Koon Wai Chee            | Peter Blackburn Rhonda Cator                  |
| 2000      | Dong Jiong             | Maja Pohar            | Michał Łogosz Robert Mateusiak             | Masami Yamazaki Keiko Yoshitomi              | Peter Blackburn Rhonda Cator                  |
| 2001      | Leonard Tjoe           | Lenny Permana         | Murray Hocking Peter Blackburn             | Rayoni Head Rhonda Cator                     | Murray Hocking Rhonda Cator                   |
| 2002      | Stuart Brehaut         | Lenny Permana         | Le The Hung Pham Jiang Xin                 | Kate Wilson-Smith Rhonda Cator               | Travis Denney Kate Wilson-Smith               |
| 2003      | Stuart Gomez           | Lenny Permana         | Murray Hocking Ong Rae Mun                 | Jane Crabtree Kate Wilson-Smith              | Travis Denney Kate Wilson-Smith               |
| 2004      | Hung Pham              | Lenny Permana         | Murray Hocking Mark Nichols                | Kellie Lucas Tania Luiz                      | Le The Hung Pham Lenny Permana                |
| 2005      | Stuart Brehaut         | Huang Chia-chi        | Ashley Brehaut Denis Constantin            | Kellie Lucas Kate Wilson-Smith               | Raj Veeran Renuga Veeran                      |
| 2006      | Richard Vaughan        | Huang Chia-chi        | Chien Yu-hsun Huang Shih-chung             | Donna Haliday Renee Flavell                  | Daniel Shirley Renee Flavell                  |
| 2007      | Sho Sasaki             | Larisa Griga          | Kenichi Hayakawa Kenta Kazuno              | Lim Pek Siah Haw Chiou Hwee                  | Craig Cooper Renee Flavell                    |
| 2008      | Jeff Tho               | Yun Liu               | Murray Hocking Le The Hung Pham            | Weigian He Hong Qiu                          | Hong Qiu Jie Yang                             |
| 2009      | Markus Fernaldi Gideon | Renuga Veeran         | Ben Walklate Glenn Warfe                   | Erin Carroll Renuga Veeran                   | Raj Veeran Renuga Veeran                      |
| 2010      | Le The Hung Pham       | Victoria Na           | Saliya Gunaratne Chad Whitehead            | Leisha Cooper Ann-Louise Slee                | Ann-Louise Slee Chad Whitehead                |
| 2011      | Le The Hung Pham       | Anna Thea Madsen      | Ross Smith Glenn Warfe                     | Leanne Choo Renuga Veeran                    | Ross Smith Renuga Veeran                      |
| 2012      | Anup Sridhar           | Tai Ching-chieh       | Rangga Yave Rianto Seiko Wahyu Kusdianto   | Keshya Nurvita Hanadia Devi Tika Permatasari | Andhika Anhar Keshya Nurvita Hanadia          |
| 2013      | Pisit Poodchalat       | Ruethaichanok Laisuan | Robin Middleton Ross Smith                 | Ruethaichanok Laisuan Lam Narissapat         | Robin Middleton He Tian Tang                  |
| 2014      | Fikri Ihsandi Hadmadi  | Millicent Wiranto     | Jagdish Singh Roni Tan                     | He Tian Tang Renuga Veeran                   | Arif Abdul Latif Rusydina Antardayu Riodingin |
| 2015(M)   | Lu Chia-hung           | Julia Wong Pei Xian   | Darren Isaac Devadass Vountus Indra Mawan  | Setyana Mapasa Gronya Somerville             | Robin Middleton Leanne Choo                   |
| 2015(V)   | Michael Fariman        | Sylvinna Kurniawan    | James Eunson Robin Middleton               | Sylvinna Kurniawan Talia Saunders            | Robin Middleton Leanne Choo                   |
| 2015      | Ashwant Gobinathan     | Louisa Ma             | William Hardjono Rizki Akbar Sani Muharram | Veevian Chong Eugenia Tanaka                 | Matthew Chau Louisa Ma                        |
| 2017      | Tan Chun Seang         | Jiang Yingzi          | Sawan Serasinghe Raymond Tam               | Jiang Yingzi Phung Nhi                       | Zing Neng Lai Joyce Leong                     |
| 2018      | Ashwant Gobinathan     | Jiang Yingzi          | Matthew Chau Lim Ming Chuen                | Joyce Choong Gronya Somerville               | Lim Ming Chuen Jiang Yingzi                   |
| 2019      | Lin Yingxiang          | Jiang Yingzi          | Matthew Chau Lim Ming Chuen                | Setyana Mapasa Gronya Somerville             | Rizky Hidayat Ismail Citra Putri Sari Dewi    |
| 2020      | nicht ausgetragen      | nicht ausgetragen     | nicht ausgetragen                          | nicht ausgetragen                            | nicht ausgetragen                             |
| 2021      | Jacob Schueler         | Kaitlyn Ea            | Kenneth Choo Lim Ming Chuen                | Joyce Choong Setyana Mapasa                  | Lim Ming Chuen Joyce Choong                   |
| 2022      | Jacob Schueler         | Tiffany Ho            | Kenneth Choo Lim Ming Chuen                | Joyce Choong Gronya Somerville               | Kenneth Choo Gronya Somerville                |
| 2023      | Ricky Tang             | Quennie Laurentia     | Rizky Hidayat Ismail Frengky Wijaya Putra  | Joyce Choong Yang Li Lian                    | Rizky Hidayat Ismail Citra Putri Sari Dewi    |
| 2024      | Ong Ken Yon            | Sydney E. Go          | Rizky Hidayat Ismail Frengky Wijaya Putra  | Angela Yu Gronya Somerville                  | Sin Hei Lau Gronya Somerville                 |